# Hauptaltar (Wawel)

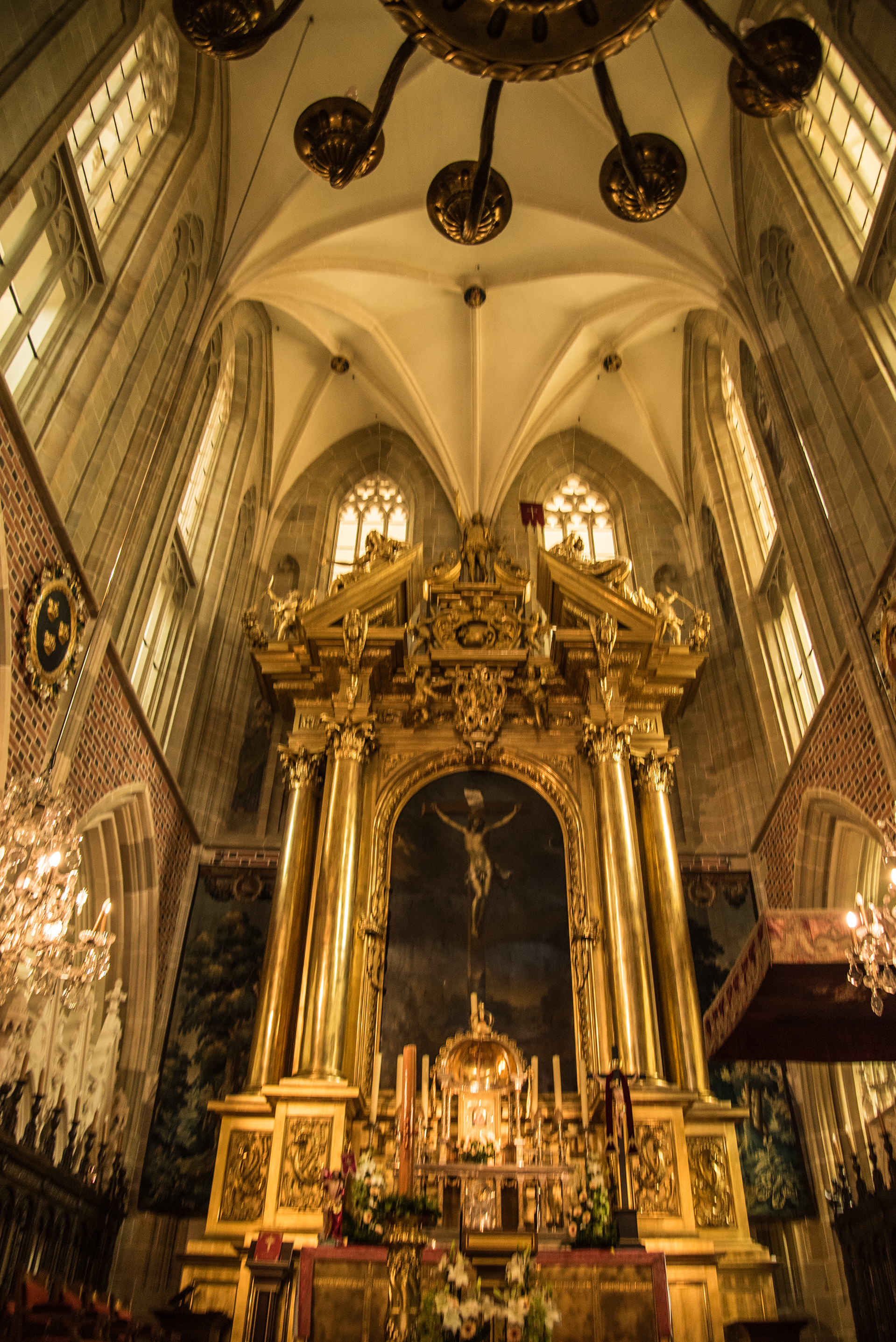
Altar

Der Barock-Hauptaltar der Wawel-Kathedrale befindet sich im Chorraum der Wawel-Kathedrale in Krakau.

## Geschichte
Im Jahr 1649 wurde der alte als nicht mehr zeitgemäß empfundene von Giovanni Cini geschaffene Renaissance-Altar abgebaut. Zunächst in der Kathedrale von Kielce aufgestellt steht er jetzt in der Marienkirche in Bodzentyn. 
Im Jahr 1645 gab Domherr Aleksander Brzeski die Errichtung eines neuen barocken Hauptaltars in Auftrag, der schließlich von Bischof Piotr Gembicki gestiftet und von 1646 bis 1648 wahrscheinlich von Giovanni Battista Gisleni entworfen wurde. Dieser neue Altar befindet sich seit 1650 an seinem jetzigen Ort auf dem Wawel. Seither fanden die meisten Krönungsfeierlichkeiten in Polen-Litauen vor diesem Altar statt.
Das Gemälde der Kreuzigung Christi in seiner Mitte stammt von Tommaso Dolabella oder Marcin Blechowski.